# Gradiška
Gradiška (kyrilliska: Градишка, tidigare: Bosanska Gradiška) är en stad i kommunen Gradiška i Serbiska republiken i norra Bosnien och Hercegovina. Staden ligger vid floden Sava, på gränsen till Kroatien. På andra sidan floden ligger orten Stara Gradiška. Gradiška hade 14 368 invånare vid folkräkningen år 2013.
Av invånarna i Gradiška är 77,41 % serber, 16,76 % bosniaker, 2,05 % kroater, 0,52 % muslimer, 0,24 % romer och 0,20 % albaner (2013).